# St. Patricks Channel
St. Patricks Channel är en vik i Kanada.   Den ligger i provinsen Nova Scotia, i den östra delen av landet, 1 200 km öster om huvudstaden Ottawa.